# Stormbringer (album)
Stormbringer è il nono album in studio del gruppo musicale inglese Deep Purple, pubblicato nel 1974 dalla Warner Bros.

## Storia
Dopo il grande successo dell'album precedente, Burn, il gruppo tornò in studio per un nuovo disco, dando stavolta maggiore spazio al funk e al soul, generi amati da Glenn Hughes, il bassista della band.
Quest'album sarà anche l'ultimo lavoro della Mark III, poiché alla fine del tour Ritchie Blackmore, insoddisfatto della deriva funk adottata dalla band, lascerà il posto a Tommy Bolin. 
Nel 2009 è stata pubblicata l'edizione "35th Anniversary" contenente 5 tracce bonus.
La copertina ritrae un tornado e un cavallo alato e sullo sfondo un cielo grigio.

## Accoglienza
L'album arriva in seconda posizione in Norvegia, in quarta in Austria, in quinta in Francia ed Italia, in sesta in Finlandia e nella Official Albums Chart, in ottava in Australia ed in decima in Germania.

## Tracce
Lato A
1. Stormbringer – 4:03 (Blackmore, Coverdale)
2. Love Don't Mean a Thing – 4:23 (Blackmore, Coverdale, Hughes, Lord, Paice)
3. Holy Man – 4:28 (Coverdale, Hughes, Lord)
4. Hold On – 5:05 (Coverdale, Hughes, Lord, Paice)

Durata totale: 17:59
Lato B
1. Lady Double Dealer – 3:19 (Blackmore, Coverdale)
2. You Can't Do It Right (With the One You Love) – 3:24 (Blackmore, Coverdale, Hughes)
3. High Ball Shooter – 4:26 (Blackmore, Coverdale, Hughes, Lord, Paice)
4. The Gypsy – 4:13 (Blackmore, Coverdale, Hughes, Lord, Paice)
5. Soldier of Fortune – 3:14 (Blackmore, Coverdale)

Durata totale: 18:36
Tracce bonus nell'edizione 35th Anniversary
1. Holy Man (Glenn Hughes Remix) – 4:33
2. You Can't Do It Right (Glenn Hughes Remix) – 3:28
3. Love Don't Mean a Thing (Glenn Hughes Remix) – 5:08
4. Hold On (Glenn Hughes Remix) – 5:14
5. High Ball Shooter (Instrumental) – 4:30

## Formazione
- Ritchie Blackmore - chitarra
- David Coverdale - voce
- Glenn Hughes - basso, voce
- Jon Lord - tastiera
- Ian Paice - batteria

## Classifiche

### Classifiche settimanali
| Classifica (1974/75) | Posizione massima |
| -------------------- | ----------------- |
| Australia            | 8                 |
| Austria              | 4                 |
| Finlandia            | 6                 |
| Francia              | 5                 |
| Germania             | 10                |
| Italia               | 5                 |
| Norvegia             | 2                 |
| Nuova Zelanda        | 18                |
| Regno Unito          | 6                 |
| Stati Uniti          | 20                |

### Classifiche di fine anno
| Classifica (1975) | Posizione |
| ----------------- | --------- |
| Germania          | 31        |
| Italia            | 23        |